# Great Western
El Great Western fue un transatlántico británico, el primero de los tres buques de vapor diseñados por el ingeniero inglés Isambard Kingdom Brunel. Fue el primer barco de vapor construido para atravesar el océano Atlántico, y fue la unidad inicial de la Great Western Steamship Company. En el momento de su entrada en servicio fue el barco de pasajeros más grande del mundo.

## Historia
El Great Western fue construido en 1837 en los astilleros de William Patterson en Bristol, por encargo de la Great Western Steamship Company. El barco, con casco hecho de madera, fue botado al mar el 19 de julio de 1837. Una vez terminado, fue considerado el barco de vapor más grande del mundo.
El 31 de marzo de 1838, el Great Western partió hacia Avonmouth (Bristol) para iniciar su viaje inaugural a Nueva York. Antes de llegar a Avonmouth, se inició un incendio en la sala de máquinas. Durante el incendio, su diseñador, Isambard Brunel, resultó herido debido a una caída de 6,1 m. El incendio fue extinguido y los daños en el barco fueron mínimos, pero Brunel tuvo que desembarcar en Canvey Island. Como consecuencia del accidente, más de 50 pasajeros cancelaron sus reservas para el viaje Bristol-Nueva York, y cuando el Great Western partió finalmente desde Avonmouth, solo 7 pasajeros iban a bordo. Finalmente, el barco realizó su viaje inaugural entre Bristol y Nueva York el 8 de abril de 1838. En ese mismo año, obtuvo la Banda Azul atravesando el océano Atlántico en 15 días y 12 horas a una velocidad de 8,6 nudos, superando los 19 días y 6,7 nudos del Sirius.
El Great Western fue reformado entre 1839 y 1840, aumentándose su eslora con el fin de transportar más pasajeros. Era propulsado por dos ruedas de palas laterales y velas, y podía transportar hasta 128 pasajeros y 20 sirvientes. En 1843 recuperó la Banda Azul ganándosela al buque Columbia de la Cunard Line, que la había obtenido en 1841. Durante sus ocho años en servicio para la Great Western Steamship Company, el barco llegó a efectuar 45 travesías.
En diciembre de 1846, la Great Western Steamship Company decidió retirar al buque del servicio. En 1847 lo vendió a la Royal Mail Steam Packet Company, y siguió navegando durante 9 años más.
En 1855, participó en la guerra de Crimea como barco de transporte de tropas de la Marina Real británica.
En octubre de 1856 fue llevado a Castles' Yard (Millbank, Londres), para ser desguazado.